# ميراندا هينيسي
ميراندا هينيسي (بالإنجليزية: Miranda Hennessy)‏ هي ممثلة بريطانية، ولدت في 8 سبتمبر 1989.

## وصلات خارجية
- الموقع الرسمي
- ميراندا هينيسي على موقع IMDb (الإنجليزية)
- ميراندا هينيسي على موقع قاعدة بيانات الفيلم (الإنجليزية)